# Óhidi Szandra
Óhidi Szandra (Budapest, 1987. október 20. –) magyar pornószínésznő és modell. Művészneve Roxy Panther.

## Életrajz
2006-ban kezdte pornószínésznői karrierjét. Marc Dorcel pornófilmes cégénél dolgozott, ahol többek között az alábbi filmekben kapott szerepeket: Dorcel Airlines, Maximum, Russian Institute. 2007-ben került forgatásra az egyetlen rasszok közötti pornófilmje Amazonian Dreams címmel, melyet Pierre Woodman rendezett.

## Díjak, elismerések
| Év   | Díj          | Eredmény | Kategória                                   | Film                            |
| ---- | ------------ | -------- | ------------------------------------------- | ------------------------------- |
| 2007 | FICEB-díjak  | Jelölés  | Ninfa-díj: Legjobb fiatal sztár             | Amazonian Dreams                |
| 2009 | AVN-díj      | Jelölés  | Az év külföldi női előadója                 | –                               |
| 2009 | AVN-díj      | Jelölés  | A legjobb szexjelenet külföldi produkcióban | Pornochic 15: Mélissa           |
| 2009 | Hot d'Or-díj | Jelölés  | Legjobb európai színésznő                   | Dorcel Airlines: Paris/New-York |